# Victor Mayer
 (septembre 2019).
Pour les articles homonymes, voir Mayer.
Victor Mayer, né le 1er décembre 1857 à Pforzheim et mort le 13 octobre 1946 à Pforzheim, était un orfèvre et entrepreneur allemand.

## Biographie
Victor Mayer est né à Pforzheim en 1857 en tant que fils d'une famille d'entrepreneurs. À l'âge de 15 ans, il commence un apprentissage sur trois ans de graveur sur acier. Il devient ensuite l'un des premiers étudiants de la Großherzogliche Kunstgewerbeschule (École grand-ducale d'arts appliqués), fondée en 1877 à Pforzheim. Après le service militaire, il se rend à Vienne en 1882,  où il apprend à travailler avec l’émail et à faire des guillochis. Ces techniques sophistiquées sont toujours utilisées et maintenues dans la société "Victor Mayer". Après son retour à Pforzheim, il est diplômé de la Kunstgewerbeschule. 
En 1890, Mayer épouse Lina Niemand et, conjointement avec le marchand Herrmann Vogel, fonde la "Bijouteriefabrik Vogel & Mayer" à Pforzheim. Vogel quitte la société en 1895 et Victor Mayer continue à diriger seul la société et lui donne son propre nom. En 1932, Mayer se retire de l'entreprise et la remet à parts égales à son fils Oskar Mayer et à son gendre Edmund Mohr. En 1946, il meurt à Pforzheim.

## Œuvres

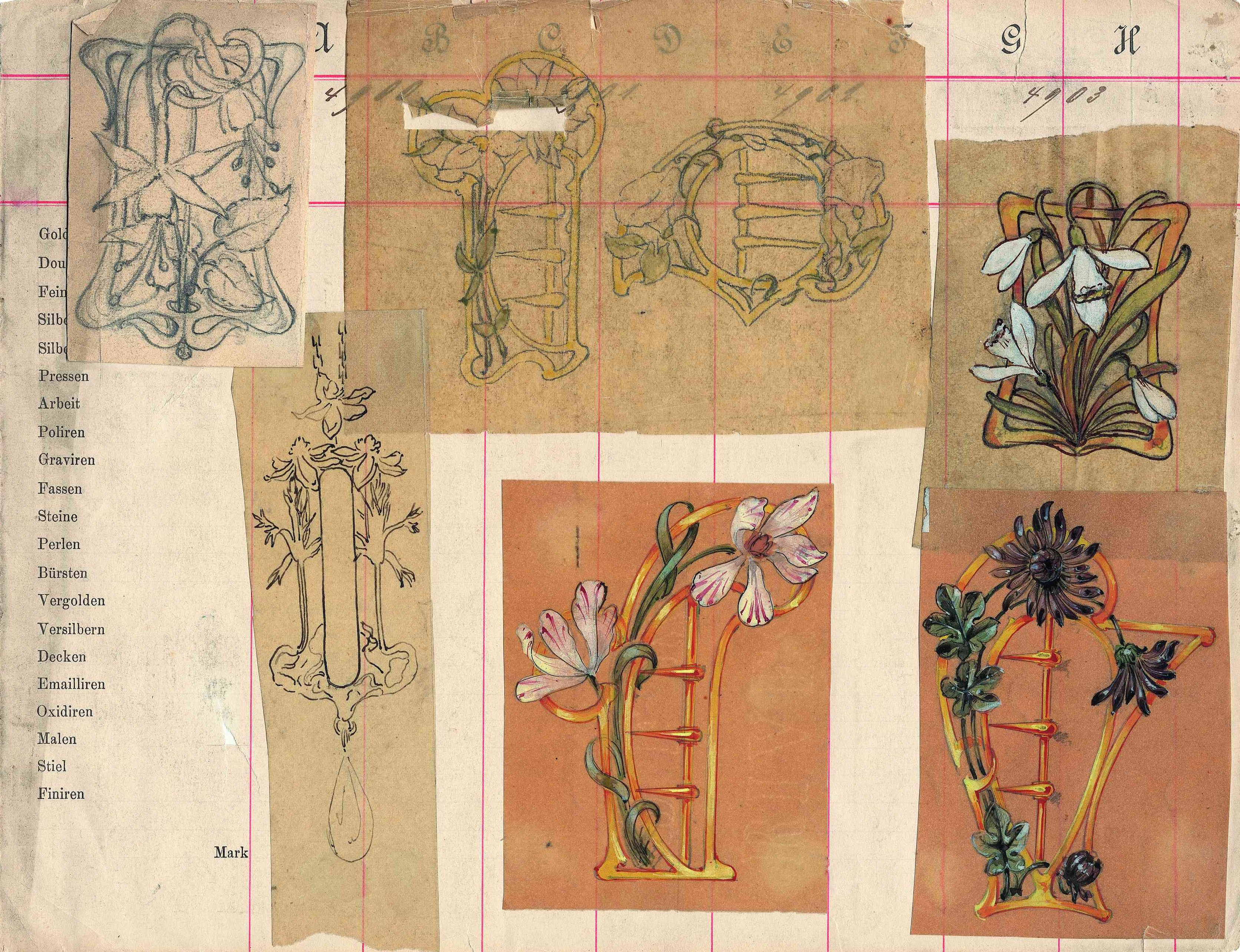
Dessins de Victor Mayer pour des bijoux et une boucle de ceinture vers 1903

Les premières œuvres de Victor Mayer sont encore fortement influencées par son éducation à la  Großherzogliche Kunstgewerbeschule  et par historicisme, avant qu’il se consacre à Art nouveau vers 1900. Après la Première Guerre mondiale, il s’intéresse à l'Art déco. En 1940, il a trouvé son style. Les documents des archives de la société indiquent qu'il a réalisé des projets jusque peu avant sa mort. En 1945, à l'âge de 88 ans, il conçoit des bijoux qui sont vendus jusqu'aux années 1960. 

## Histoire de l'entreprise

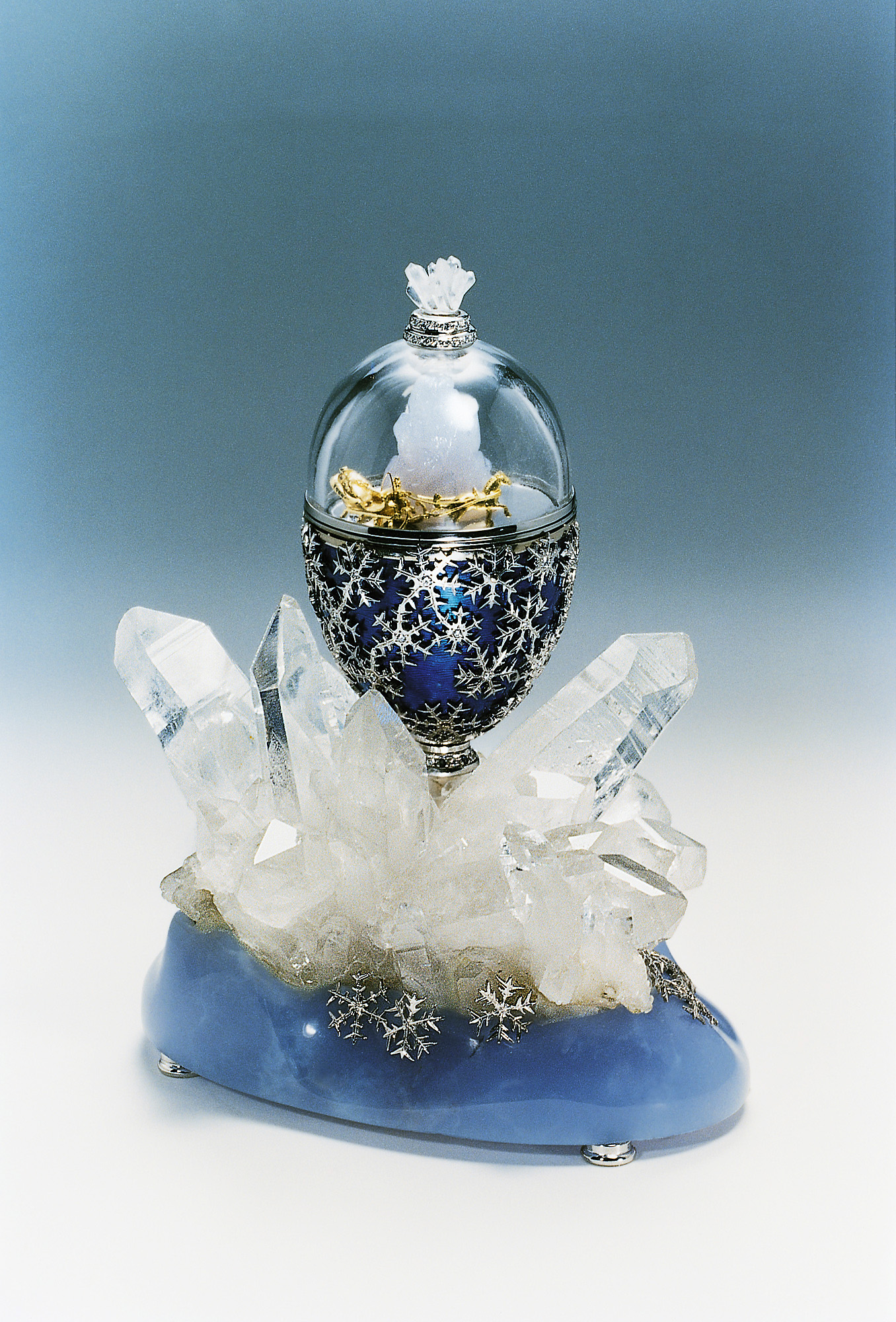
Œuf d'hiver Fabergé, conception et exécution: Victor Mayer GmbH & Co. KG, Pforzheim 1997

La société a toujours collaboré avec d'autres artistes et designers. À l'époque Art nouveau, la société crée les dessins, par exemple, de Georg Kleemann et Anton Krautheimer, représentants de la Sécession de Munich. Des années 1920 aux années 1960, la production se concentre sur la production prisée d'or et d'argenterie. Plus tard, une plus grande variété de bijoux est produite à nouveau. De 1989 à 2009, Victor Mayer GmbH & Co. KG fabrique des bijoux pour la Société Fabergé à la manière de l'ancien joaillier de la cour russe Pierre-Karl Fabergé. Aujourd'hui, la société est synonyme de bijoux élégants de haute qualité ainsi que de préservation de techniques artisanales historiques telles que l'émail et le guilloché.
En 1890, Victor Mayer fonde une entreprise de production de bijoux avec Hermann Vogel. En 1995, Vogel quitte l'entreprise qui obtient ensuite nom actuel de "Victor Mayer GmbH & Co. KG". Les deux fils aînés - Victor et Julius - auraient dû être successeurs mais sont morts en tant que soldats au cours de la Première Guerre mondiale. Sa fille Maria et son fils Oskar ont ensuite pris en charge les fonctions commerciales, tandis que Victor Mayer assure la direction technique et réalise les dessins.
Le mari de Maria Edmund Mohr est intégré à la direction en 1925. En 1932, Victor Mayer quitte officiellement la société. Son gendre Edmund Mohr et son fils Oskar Mayer deviennent alors des délégués égaux. La génération de petits-enfants, Herbert Mohr-Mayer et son cousin Hubert Mayer, assume la direction en 1965. Hubert Mayer décède subitement en 1989 et Herbert Mohr-Mayer reprend les actions de la compagnie de son cousin, en devenant l'unique propriétaire. En 2003, Herbert Mohr-Mayer confie la gestion de la société à son fils aîné, Marcus Oliver Mohr, qui, en tant que arrière-petit-fils de Victor Mayer, dirige maintenant la société en quatrième génération.